# Muntele Scopus
Muntele Scopus (în ebraică:הר הצופים Har HaTsofim) este un munte (altitudine: 2710 picioare sau 826 de metri deasupra nivelului mării), aflat în nord-estul Ierusalimului.
În urma Războiului arabo-israelian din 1948, Muntele Scopus a devenit o enclavă israeliană protejată de ONU pe teritoriile iordaniene administrate până la Războiul de Șase Zile din 1967. Astăzi, Muntele Scopus se află în limitele municipale ale orașului Ierusalim.